# 瓦勒多罗奈
瓦勒多罗奈（法語：Val d'Oronaye，法語發音：[val dɔʁɔnaj]）是法国上普罗旺斯阿尔卑斯省的一个市镇，属于巴瑟洛内特区。该市镇于2016年1月1日由原市镇拉尔什和梅罗讷合并而成，行政中心外语梅罗讷。

## 地名
“瓦勒多罗奈”（Val d'Oronaye）一名在法语中意为“奥罗奈山之谷”。

## 地理
瓦勒多罗奈（44°27'8"N, 6°50'50"E）面积109.45 平方千米，位于法国普罗旺斯-阿尔卑斯-蓝色海岸大区上普罗旺斯阿尔卑斯省，该省份为法国东南部内陆省份，北起上阿尔卑斯省，西接沃克吕兹省，西北接德龙省，南至瓦尔省，东临滨海阿尔卑斯省，东北部与意大利接壤。
与瓦勒多罗奈接壤的市镇（或旧市镇、城区）包括：于拜河畔圣保罗、阿切廖、阿真泰拉、蒂内河畔圣艾蒂安、若西耶、拉孔达米讷-沙特拉尔。
瓦勒多罗奈的时区为UTC+01:00、UTC+02:00（夏令时）。

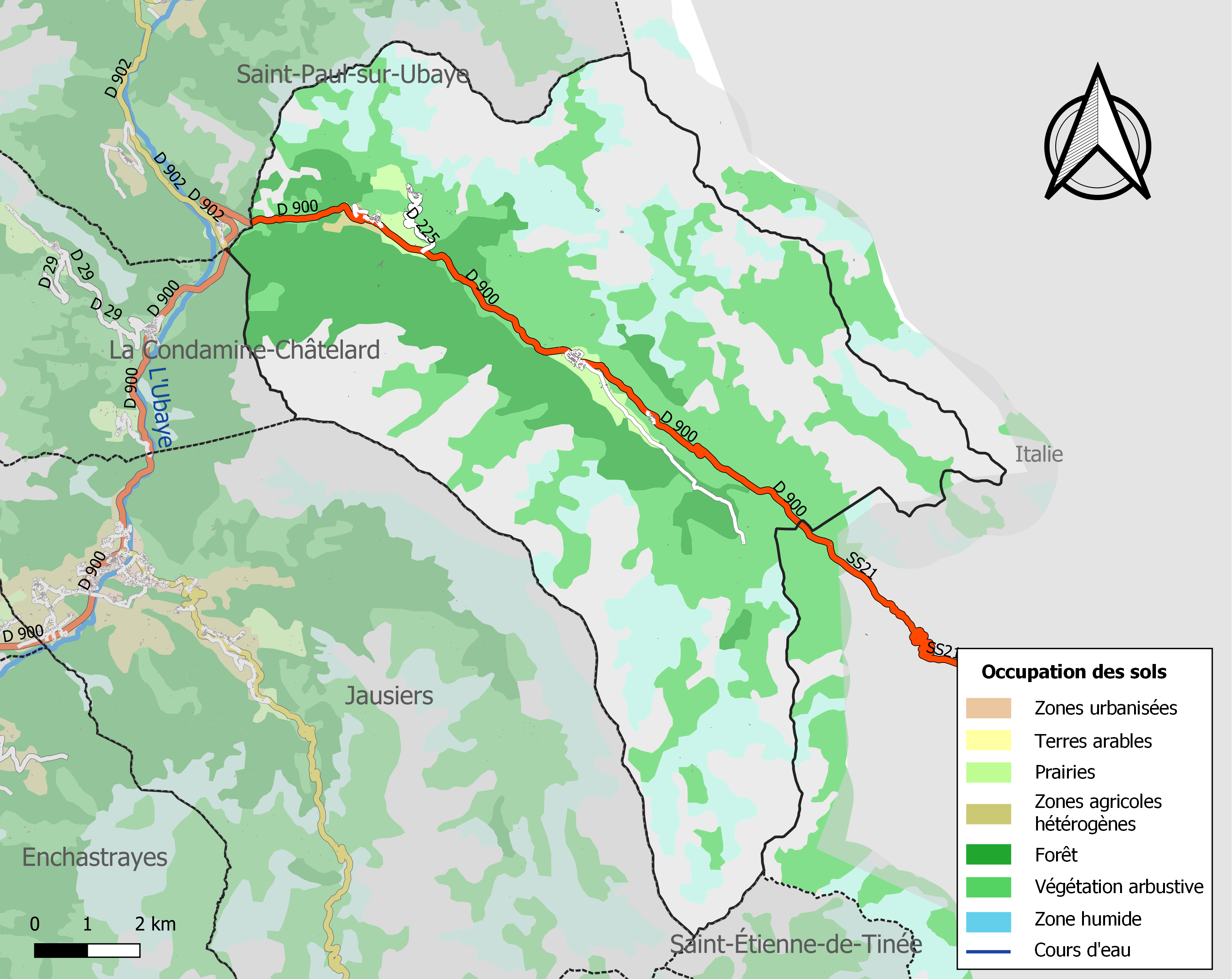
瓦勒多罗奈的OSM定位图

## 行政
瓦勒多罗奈的邮政编码为04530，INSEE市镇编码为04120。

## 政治
瓦勒多罗奈所属的省级选区为巴瑟洛内特县。

## 人口
瓦勒多罗奈于2022年1月1日时的人口数量为98人。